# Вівсянка малавійська
Вівсянка малавійська (Emberiza vincenti) — вид горобцеподібних птахів родини вівсянкових (Emberizidae). Раніше вважався підвидом вівсянки капської (Emberiza capensis) Поширений у Малаві.